# Florin Andone
Florin Andone, né le 11 avril 1993 à Botoșani, est un footballeur international roumain, jouant pour l'Atlético Baleares.

## Biographie
Florin Andone arrive en Espagne à l'âge de douze ans. À la suite du décès de son père quand il avait 10 ans, sa mère rencontre un nouveau compagnon, avec qui, elle s'installe dans la région de Castellon, en compagnie de Florin et de son frère. Arrivé à un jeune âge en terre ibérique, il considère l'Espagne comme son pays et avoue n'avoir aucun lien avec la Roumanie, si ce n'est la sélection de football.

### Carrière en club

#### Córdoba
Le 3 juillet 2014, Andone signe un contrat de 3 ans avec le Córdoba CF et fait ses débuts avec l'équipe réserve. C'est le 29 novembre de la même année qu'il fait ses débuts avec l'équipe première. 
Andone dispute son premier match en tant que professionnel le 3 décembre 2014, en remplaçant Xisco à la 57e minute lors d'une défaite à l'extérieur (0–1) contre Grenade pour la Coupe du Roi de la saison. Il marque son premier but au match retour, permettant à son équipe de faire match nul 1 à 1 à domicile.
En octobre 2015, il est nommé joueur du mois de la Segunda División. Plusieurs clubs européens dont Séville , Southampton ou le Steaua Bucarest montrent leur intérêt pour l'attaquant lors du mercato d'hiver 2016. Il renouvelle finalement son contrat avec les Blanquiverdes jusqu'en 2018, percevant un salaire annuel dix fois supérieur (et 20 si son club gagne une promotion), et avec une clause de libération de 20 millions d'euros, le plus élevé de l'histoire du club.
Il a terminé sa saison avec 21 buts en championnat. Il a finalement été battu au trophée Pichichi par Sergio León d'Elche.

#### Deportivo La Corogne
Le 20 juillet 2016, il signe un contrat de 5 ans, au Deportivo La Corogne pour 4,7 millions d'euros et 30 % des gains d'un futur transfert. 
Il fait ses débuts en tant que remplaçant le 19 août lors d'une victoire 2 à 1 à domicile contre Eibar et marque son premier but le 5 novembre lors d'un match nul 1 à 1 à Grenade.
En août 2017, le Deportivo La Corogne rejette une offre de 13 millions d'euros pour le joueur provenant de l'équipe de Premier League Burnley, le président du club, Tino Fernández, indiquant que Andone ne partirait que si sa clause de libération de 30 millions d'euros était activée,. Brighton & Hove Albion souhaitaient également le transférer et avaient présenté une offre de 20 millions d'euros qui aurait également été rejetée. Il a marqué six buts et en a aidé trois autres lors de la saison 2017-2018, qui n'était pas suffisant pour éviter la relégation de l'équipe galicienne.

#### Brighton
Le 25 mai 2018, Florin Andone signe un contrat de 5 ans avec Brighton, il est vendu 6 millions d'euros.
Andone marque pour Brighton lors de son premier match (4e apparition) à l'extérieur contre Huddersfield Town faisant basculer le match de 1–0 à 2–1.

#### Galatasaray
Le 1er septembre 2019, il rejoint Galatasaray sous forme de prêt d'un an. Il fait ses débuts pour l'équipe turque le 20 septembre, débutant lors du match nul 1 à 1 à l'extérieur contre Yeni Malatyaspor.

### Carrière internationale
Il joue son premier match en équipe nationale le 13 juin 2015 contre l'Irlande du Nord, à l'occasion d'une rencontre comptant pour les éliminatoires de l'Euro 2016.
Il est sélectionné pour l'Euro 2016, où il est titularisé lors du match d'ouverture contre la France et entre en jeu lors deux matches suivants en seconde période (contre la Suisse et l'Albanie).

## Statistiques en club
| Club                     | Saison        | Ligue              | Ligue  | Ligue | Coupe  | Coupe | Autres | Autres | Total  | Total |
| Club                     | Saison        | Division           | Matchs | Buts  | Matchs | Buts  | Matchs | Buts   | Matchs | Buts  |
| ------------------------ | ------------- | ------------------ | ------ | ----- | ------ | ----- | ------ | ------ | ------ | ----- |
| Castellón                | 2010–2011     | Segunda División B | 4      | 0     | 0      | 0     | 0      | 0      | 4      | 0     |
| Villarreal B             | 2012–2013     | Segunda División B | 0      | 0     | 0      | 0     | 0      | 0      | 0      | 0     |
| Atlético Baleares (prêt) | 2013–2014     | Segunda División B | 34     | 12    | 0      | 0     | 0      | 0      | 34     | 12    |
| Córdoba                  | 2014–2015     | La Liga            | 20     | 5     | 2      | 1     | 0      | 0      | 22     | 6     |
| Córdoba                  | 2015–2016     | Segunda División   | 36     | 21    | 0      | 0     | 0      | 0      | 36     | 21    |
| Córdoba                  | Total         | Total              | 56     | 26    | 2      | 1     | 0      | 0      | 58     | 27    |
| Córdoba B                | 2014–2015     | Segunda División B | 8      | 2     | 0      | 0     | 0      | 0      | 8      | 2     |
| Deportivo La Corogne     | 2016–2017     | La Liga            | 37     | 12    | 2      | 0     | 0      | 0      | 39     | 12    |
| Deportivo La Corogne     | 2017–2018     | La Liga            | 29     | 6     | 1      | 0     | 0      | 0      | 30     | 6     |
| Deportivo La Corogne     | Total         | Total              | 66     | 18    | 3      | 0     | 0      | 0      | 69     | 18    |
| Career totals            | Career totals | Career totals      | 168    | 58    | 5      | 1     | 0      | 0      | 173    | 59    |

### Buts internationaux
| no | Date             | Lieu                                   | Adversaire | Score | Résultat | Compétition              |
| -- | ---------------- | -------------------------------------- | ---------- | ----- | -------- | ------------------------ |
| 1  | 17 novembre 2015 | Stade Renato-Dall'Ara, Bologne, Italie | Italie     | 2–2   | N 2-2    | Match amical             |
| 2  | 5 septembre 2019 | Arena Națională, Bucarest, Roumanie    | Espagne    | 1–2   | D 1–2    | Qualifications Euro 2020 |

## Palmarès

### Distinctions individuelles
- Joueur du mois de Liga Adelante en octobre 2015 (Córdoba CF)
- Joueur du mois de La Liga en décembre 2016 (Deportivo La Corogne)